# Paso de León
Paso de León är en ort i Mexiko.   Den ligger i kommunen Tamiahua och delstaten Veracruz, i den sydöstra delen av landet, 260 km nordost om huvudstaden Mexico City. Paso de León ligger 43 meter över havet och antalet invånare är 207.
Terrängen runt Paso de León är platt. Runt Paso de León är det ganska glesbefolkat, med 36 invånare per kvadratkilometer. Närmaste större samhälle är Naranjos, 13,4 km nordväst om Paso de León. Trakten runt Paso de León består till största delen av jordbruksmark.